# Валитова, Дарина Ряшидовна
Дарина Ряшидовна Валитова (9 февраля 1997, Москва, Россия) — российская спортсменка, выступающая в синхронном плавании, 5-кратная чемпионка мира, Заслуженный мастер спорта России.

## Карьера
Родилась и живет в Москве.
Выступает за физкультурно-спортивное объединение  «Юность Москвы»: чемпионка России (2013).
В сборной команде России с 2014 года: чемпионка мира (2015 -в т.ч. смеш. дуэт в паре с Александром Мальцевым, 2017), серебряный призер чемпионата мира (2015),  чемпионка Европы (2014, 2016, 2018).
В 2019 году окончила Российский государственный университет физической культуры, спорта, молодёжи и туризма.
2019-2020 Солистка Cirque du Soleil

## Награды и звания
- Мастер спорта России международного класса (2013)[3].
- Заслуженный мастер спорта России (2015)[2].